# Alisma subcordatum
Alisma subcordatum, vodena trajnica, helofit, jedna je od dvije vrste sjevernoameričkih žabočuna, porodica žabočunovki

## Staništa
Antropogena (ribnjaci i umjetna jezera) i jezerska (jezera i ribnjaci) i močvarna staništa.

## Opis
A. subcordatum  je biljka koja voli vodu. Odlikujne se s velikim, mesnatim lišćem koje se širi stopu iznad razine vode. Ljeti se vretenasta cvjetna stabljika uzdiže iz gustog lišća, puštajući male pupoljke na vrhovima gotovo svake stabljike. Pupoljci se otvaraju i otkrivaju 3 bijele latice koje postaju žute kako se približavaju citrusno zelenom središtu. Kako sezona odmiče, sjemenke postaju hrđavo crvene.
Kao nikla vodena biljka, baza i donji dijelovi često su ispod površine vode, dok je gornji dio lišća izložen. Preferira sunčana mjesta u stajaćoj ili sporoj vodi. Ova biljka je izvrsna u filtriranju vode i učinkovit je dodatak svakom projektu obnove vode.

## Upotreba
Povijesno gledano, američki domoroci koristili su biljku za liječenje raznih bolesti, a korijenje se koristilo za ljudsku prehranu.
Indijamnci Cherokee su je koristili za izradu lokalne pomoći za rane, modrice, otekline i čireve, a pripadnici plemena  Cree su uzimali stabljiku interno za liječenje želučanih i crijevnih bolesti. Izvor je hrane za vodene ptice, ribe i neke vodozemce.

## Galerija
- A. subcordatum
- A. subcordatum
- A. subcordatum
- A. subcordatum